# Neobisium hiberum
Espèce
Neobisium hiberum est une espèce de pseudoscorpions de la famille des Neobisiidae.

## Distribution
Cette espèce est endémique de Castille-La Manche en Espagne. Elle se rencontre à Tamajón dans la grotte Sima de la Raya.

## Description
L'holotype mesure 3,2 mm.

## Publication originale
- Beier, 1931 : Zur Kenntnis der troglobionten Neobisien (Pseudoscorp.). Eos, vol. 7, p. 9-23 (texte intégral).